# Любовний напій (фільм)
Любовний напій (італ. L'elisir d'amore) — італійський фільм 1946 року режисера Маріо Коста, заснований на однойменній опері Гаетано Доніцетті.